# 孝子店站
孝子店站是一个鸡杨铁路上的铁路车站，位于湖北省广水市孝子店乡，建于1946年，目前为四等站，邮政编码为432722。目前客运：办理旅客乘降；行李、包裹托运；货运：办理整车、零担货物发到；办理整车货物承运前保管。